# عبد الله حضريتي
عبد الله حضريتي (مواليد 10 أغسطس 1992) هو لاعب كرة قدم سعودي يلعب حالياً في نادي الخلود.

## مسيرة اللاعب
مثل نادي الرائد في الفئات السنية وأولمبي الشباب وبعدها مثل أندية الرائد وضمك ونادي سدوس والعين ونادي التقدم ونادي القادسية ونادي الجبلين ونادي الجيل ونادي العدالة ونادي الخلود.

## روابط خارجية
- عبد الله حضريتي على موقع Soccerway.com (الإنجليزية)